# La Trinité, Manche
La Trinité är en kommun i departementet Manche i regionen Normandie i norra Frankrike. Kommunen ligger i kantonen Villedieu-les-Poêles som tillhör arrondissementet Saint-Lô. År 2022 hade La Trinité 401 invånare.

## Befolkningsutveckling
Antalet invånare i kommunen La Trinité
| Referens: INSEE |